# Ardices vittata
Ardices vittata är en fjärilsart som beskrevs av Heinrich Benno Möschler 1872. Ardices vittata ingår i släktet Ardices och familjen björnspinnare. Inga underarter finns listade i Catalogue of Life.